# Chiara Iezzi
Chiara Iezzi (* 27. února 1973 Milán) je členkou hudební skupiny Paola e Chiara, kde zpívá se svojí mladší sestrou Paolou, a zároveň i skladatelkou. Narodila se v roce 1973 v Miláně. Sama nazpívala písničku Nothing at All (v překladu Nic vůbec nic), složila to jako poctu největší zpěvačce Madonně, která je zároveň jejím velikým vzorem. Momentálně se svojí sestrou skládají další skladby na jejich nové album.

## Singly
- 2007 Nothing at All